# Tyra Kleen

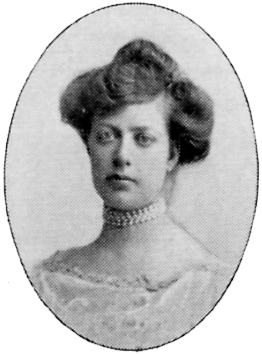
Tyra Kleen (1901)

Tyra Kleen (* 29. März 1874 in Stockholm, Schweden; † 17. September 1951 auf Lidingö, Schweden) war eine schwedische Künstlerin und Schriftstellerin.

## Werdegang
Tyra Kleen, Tochter von Amalia (1842–1929), geb. Wattrang, und des Diplomaten Fredrik Herman Rikard Kleen, wurde 1874 in der Gemeinde Jakobs geboren. Ihre Großeltern waren Anna Beata af Kleen (1813–1894) und Johan af Kleen. Über ihre Jugendjahre ist nicht viel bekannt. Tyra und ihre älteren Geschwister, Ingeborg und Nils (1872–1965), erhielten im Dienste des Vaters eine kosmopolitische Erziehung in verschiedenen Ländern und bereits in jungen Jahren zeichnete und malte Kleen und schrieb auch Kurzgeschichten. Gut Valinge, nördlich von Jönåker in der Gemeinde Nyköping, war das Heimatgut der Familie.
Von 1890 bis 1892 studierte sie die Malerei in Dresden, 1892 bis 1893 an der Malerinnenschule Karlsruhe und 1894/1895 an der Damenakademie des Künstlerinnenvereins in München bei Ludwig von Herterich. Während der Jahre 1895 bis 1897 besuchte sie dann die Académie Delecluse, die Académie Colarossi, die Académie Julian und die Académie Vitti. Während ihres Aufenthalts in Paris (Frankreich) malte sie Cafés und Landschaften. Ihre erste Ausstellung fand 1896 in Paris statt.

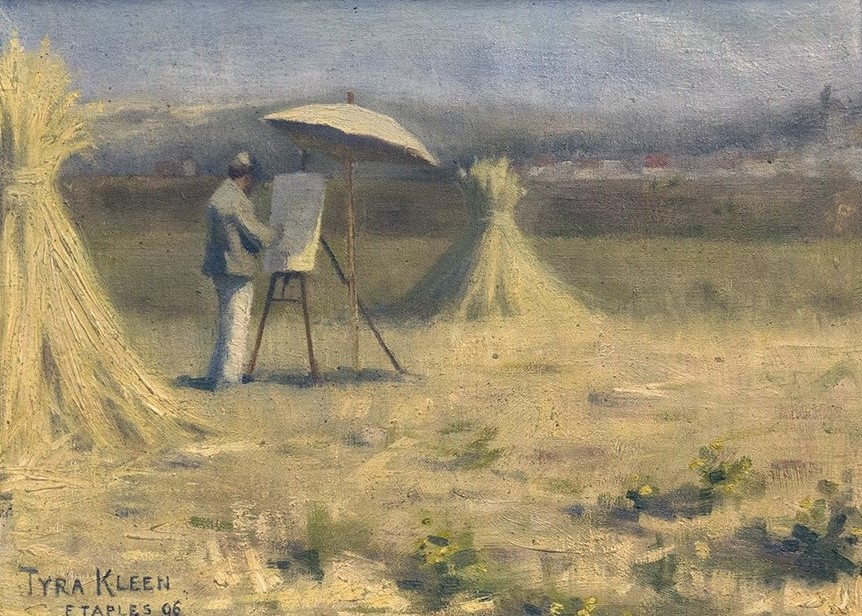
„Etaples, Frankrike“ ist ein Gemälde, das Tyra Kleen 1896 während einer Frankreichreise malte.

Ab 1897 lebte sie zehn Jahre lang in Rom (Italien) und dann ein paar Jahre in Berlin und Paris. Sie unternahm, zumeist alleine, viele Reisen in die Welt. 1910 ging sie nach Britisch-Indien und Sri Lanka, besuchte die Vereinigten Staaten und die Karibik, und nutzte 1917 die Gelegenheit eine Ausstellung in New York zu organisieren. Entscheidend für ihre künstlerische Ausbildung war die Begegnung mit Max Klinger und dessen Griffelkunst, so auch ein großer Teil ihrer frühen Werke dem Symbolismus bis hin zum Jugendstil zuzuordnen sind, und ihr Interesse an der Lithografie, ein Medium, welches sie mit vollem Umfang erlernte. 1907 wurden die Lithografien der Schwedin Tyra Kleen in der Ausstellung des Buchhändlers und Verlegers Hugo Heller in Wien mit „symbolisierend“ und auf der Ausstellung im Palazzo Serlupi in Rom mit „phantastisch“ beschrieben.
Auch betätigte sie sich als Illustratorin. Ihr erstes Buch, welches sie illustrierte, war Drömmar von der südafrikanischen Schriftstellerin Olive Schreiner. Zu ihrem eigenen Prosagedicht En psykesaga fertigte Kleen die Illustrationen.
Von 1919 bis 1921 war sie auf Java und Bali, wo sie anthropologische Arbeiten durch Studien und Illustrationen von balinesischen Tempeltänzen Legong, Tjalong Arong und Djoged durchgeführte, selber dort eine Tanzausbildung machte, so wie die Mudras der Priester studierte.
Kleen fertigte hauptsächlich Zeichnungen, Radierungen und Lithografien an. Ihre Werke wurden in Berlin, Wien, Mailand, Rom, Paris, London und Sankt Petersburg ausgestellt. Bei der Ausstellung Två vittberesta damer in Liljevalchs konsthall im Jahr 1922 stellte sie Kunstwerke und Artefakte aus Java und Bali aus. Die Künstlerin Ida Trotzig stellte dabei Werke aus dem Japanischen Kaiserreich aus. Im Jahr 1924 gab Tyra Kleen das Kinderbuch Ni-Si Pleng, Geschichten schwarzer Kinder für weiße Kinder gezeichnet, heraus. Ihre Illustrationen unterzeichnete Kleen mit „T.Kn.“
Bei ihrem Tod vermachte Kleen ihre Villa auf Lidingö und ihre gesamten Kunstwerke dem Riddarhuset in Stockholm, unter der Voraussetzung, dass ihr Vermächtnis erst 50 Jahre nach ihrem Tod geöffnet wird. Heute findet man die Gesamtsammlung Tyra Kleens auf Gut Valinge (Valinge Gård).

## Werke (Auswahl)
- Lek: från Roms bohêmevärld, (Bohème Welt von Rom) Bonniers, 1900 (Roman, unter dem Pseudonym Isis)
- En psykesaga, Wahlström & Widstrand, 1902 (Bilderbuch)
- Light and Shadows, 1907
- Form, Sandbergs Buchhandel, 1910 (Kunstaufsätze)
- Strövtåg i Orienten, (Streifzüge durch den Orient) Norstedts, 1911
- Traum der Berge, Rom, 1911[8]
- Mudrās: the ritual hand-poses of the Buddha priests and the Shiva priests of Bali, mit einer Einführung von A.J.D. Campbell, Trubner & Co., London, 1924
- Mudras auf Bali. Handhaltung der Priester, P. de Kat Angelino (Text); Tyra Kleen (Zeichnungen), Folkwang Verlag, Hagen i.W. und Darmstadt, 1923 Digitalisat
- Ni-Si-Pleng: en historia om svarta barn, berättad och ritad för vita barn, (eine Geschichte der schwarzen Kinder, für weiße Kinder erzählt und gezeichnet) J.A. Lindblads Förlag, Uppsala, 1924 (Kinderbuch)
- Tempeldanser och musikinstrument på Bali, (Templetänze und Musikinstrumente in Bali) Nordisk rotogravyr, 1931
- Solens son, Gothia, 1946

## Ehrungen
Die Schwedische Gesellschaft für Anthropologie und Geographie verlieh Tyra Kleen die Johan-August-Wahlberg-Medaille in Silber für ihre Erforschung und detaillierte Arbeit des indonesischen Archipels.